# Désiré Tsarahazana
Désiré Tsarahazana (nascut el 13 de juny de 1954) és un prelat de l'Església catòlica. Actualment serveix com a arquebisbe de Toamasina.

## Biografia
Désiré Tsarahazana va néixer el 13 de juny de 1954 a Amboangibe, Madagascar. Va estudiar en el seminari menor de Mahajanaga des de 1970 fins a 1976 i després va continuar els seus estudis a Antsiranana o Diego-Suárez fins a 1978, i després es va preparar per al sacerdoci des de 1979 fins a 1982 i va estudiar filosofia i teologia des de 1983 fins a 1986.
Va ser ordenat sacerdot el 28 de setembre de 1986.
El Papa Joan Pau II el va nomenar bisbe de Fenoarivo Atsinanana el 30 d'octubre de 2000 Va ser consagrat bisbe el 18 de febrer de 2001. Va escollir el seu lema episcopal "Sois vainqueur du mal par le bien" ("Conquereix el mal amb el bé ").
El papa Benet XVI el va nomenar bisbe de Toamasina el 24 de novembre de 2008. Es va convertir en arquebisbe quan la diocesi va ser elevada a l'estatut d'arxidiòcesi el 26 de febrer de 2010.
Va ser vicepresident de la Conferència Episcopal de Madagascar de 2006 a 2012 i des de novembre de 2012 ha estat el seu president. Aquesta conferència el va triar per participar en el Sínode de Bisbes per a la Família de 2015. Al febrer de 2018 va participar en una conferència del Vaticà sobre "Contra la violència comesa en nom de la religió".
Des de 2012 ha dirigit una campanya per establir un lloc de peregrinació nacional a Andevoranto dedicat a Henri de Solages (1786-1832), considerat el pare del catolicisme a Madagascar. El 7 de desembre de 2014 el nunci papal li dedicà una església.
El 2013, va negar que els empleats dels Serveis de Socors Catòlics (CRS) estiguessin promovent la contracepció a Madagascar, tal com va acusar l'Institut d'Investigació de la Població. Va dir que els informes es basaven en la confusió entre els treballadors sanitaris governamentals, als quals treballa el CRD en la prevenció de la salut infantil i la malària, amb empleats de CRS.
El 20 de maig de 2018, el Papa Francesc va anunciar que crearia cardenal a Tsarahazana el 29 de juny.